# Duckburg
Duckburg (Patoburgo o Patópolis en España y Patolandia  en Hispanoamérica), es una ciudad ficticia creada por Carl Barks para las historietas de Disney. Está localizada en el Estado de Calisota, lugar también ficticio.
Todos sus habitantes son animales antropomórficos. El Pato Donald, Scrooge McPato, Huey, Dewey y Louie y la Pata Daisy, entre otros personajes, viven allí, siendo el escenario de las historias del Universo del Pato Donald. Duckburg ha sido dotada de muchas historias, ya que muchos artistas escribieron sobre ella, pero los hechos más conocidos son los creados por Carl Barks y Don Rosa.
Se afirma que Duckburg y San Canario están unidas por el puente "Audubon Bay Bridge". Este puente puede verse en las historietas, así como en las series animadas Patoaventuras y su reboot, y Pato Darkwing.
| Idioma     | Nombre                           |
| ---------- | -------------------------------- |
| Alemán     | Entenhausen                      |
| Danés      | Andeby                           |
| Español    | Patoburgo, Patolandia, Patópolis |
| Inglés     | Duckburg                         |
| Neerlandés | Duckstad                         |
| Finés      | Ankkalinna                       |
| Francés    | Canardville, Donaldville         |
| Hebreo     | Tel-Barvaz (תל-ברווז)            |
| Italiano   | Paperopoli                       |
| Noruego    | Andeby                           |
| Polaco     | Kaczogród                        |
| Portugués  | Patópolis                        |
| Rumano     | Ratburg                          |
| Sueco      | Ankeborg                         |
| Griego     | Limnoupolis (Λιμνούπολη)         |

- Datos: Q11940